# Vårt älskade 80-tal
Vårt älskade 80-tal är ett tributalbum till 1980-talet av det svenska dansbandet Wahlströms, släppt 2 juni 2010. Bandet tolkar dock även några låtar från andra decennier på albumet, samt den nyskrivna låten Anna.

## Låtlista
| Nr  | Titel                                                                      | Låtskrivare                          | Längd |
| --- | -------------------------------------------------------------------------- | ------------------------------------ | ----- |
| 1.  | "Oh Julie"                                                                 | Shakin' Stevens, Monica Forsberg     | 2.34  |
| 2.  | "Ord (Words)"                                                              | Robert Fitoussi, Monica Forsberg     | 3.31  |
| 3.  | "Låt det svänga (La det swinge)"                                           | Rolf Løvland, Ingela "Pling" Forsman | 2.54  |
| 4.  | "När kärleken föds" ("It Must Have Been Love")                             | Per Gessle, Ingela "Pling" Forsman   | 4.27  |
| 5.  | "Rock n' Roll is King"                                                     | Jonas Warnerbring, Susanne Wigforss  | 3.12  |
| 6.  | "Jag vill ha en egen måne"                                                 | Kenneth Gärdestad, Ted Gärdestad     | 3.23  |
| 7.  | "Ge mig ditt namn, ditt nummer" ("Give Me Your Name, Give Me Your Number") | Clive Lonie, Tommy Hagman            | 2.45  |
| 8.  | "Islands in the Stream"                                                    | Maurice Gibb, Barry Gibb, Robin Gibb | 3.38  |
| 9.  | "Guardian Angel"                                                           | Chris Evans-Ironside, Kurt Gebergen  | 4.22  |
| 10. | "Marie, Marie"                                                             | Dave Alvin, Lars Wiggman             | 2.37  |
| 11. | "Anna"                                                                     | Leif Melander                        | 3.14  |
| 12. | "Diggi-loo diggi-ley"                                                      | Torgny Söderberg, Torgny Söderberg   | 3.05  |
| 13. | "Nothing's Gonna Change My Love for You"                                   | Gerry Goffin, Michael Masser         | 4.05  |

## Medverkande
- Wahlströms
- Tobias Nyström - Producent

## Listplaceringar
| Lista (2010) | Topplacering |
| ------------ | ------------ |
| Sverige      | 23           |

### Fotnoter
1. ↑  Dansbands-Jimmy 19 maj 2010 - Nya hemsidor på G
2. ↑  ”Vårt älskade 80-tal”. Svensk mediedatabas. 27 februari 2010. http://smdb.kb.se/catalog/id/002650562. Läst 19 december 2010.
3. ↑  ”Vårt älskade 80-tal”. Swedishcharts. 27 februari 2010. http://www.swedishcharts.com/showitem.asp?interpret=Wahlstr%F6ms&titel=V%E5rt+%E4lskade+80%2Dtal&cat=a. Läst 19 december 2010.